# Droit libérien
Le droit libérien est le droit appliqué au Liberia depuis l'indépendance des États-Unis le 26 juillet 1847.

## Sources du droit

### Constitution
L'article 2 dispose que la Constitution est la loi suprême et fondamentale du pays.
Selon l'alinéa 2, les traités, lois, décrets, coutumes et règlements contraires à la Constitution sont, dans la mesure de leur inconstitutionnalité, nulle.

### Traités et accords internationaux
Les traités internationaux signés et ratifiés par le Liberia doivent être transposés pour avoir force de loi dans le pays. Cela signifie qu'ils doivent être approuvé et adopté par la législature.
En septembre 2005, le Liberia devint un État parti du deuxième protocole optionnel de la Convention international sur les droits civiques et politiques sur l'abolition de la peine de mort. Par conséquent, le Liberia déclara l'abolition de la peine de mort pour tous les crimes.

### Législation
Le législateur ultime de la République du Liberia est l'Assemblée nationale bicamérale. L'article 35 de la Constitution définit le processus d'adoption des législatures. L'article 29 précise que les deux chambres interviennent dans l'adoption d'une loi.

### Droit coutumier
La Constitution reconnait le droit coutumier comme source du droit.  L'article 65 de la Constitution autorise les Cours à appliquer le droit écrit ou le droit coutumier en accord avec les lois du Parlement.

### Jurisprudence
La jurisprudence est une source d'une droit ou peut interpréter la loi. D'après l'article 66 de la Constitution, les décisions de la Cour suprême sont finales et contraignantes et ne peuvent faire l'objet d'appel ni de révision par une branche du gouvernement.

## Organisation juridictionnelle
Le pouvoir judiciaire est conféré à la Cour suprême et aux cours subordonnées que le Parlement peut établir. Il y a des Cours d'appel, des magistrates courts et des juges de paix. Toutes les cours peuvent appliquer le droit codifier et le droit coutumier.

## Sources

## Compléments